# Salmson-Moineau S.M.1
Il Salmson-Moineau S.M.1, in seguito ridesignato Salmson Sal. 1 A3, fu un aereo militare monomotore biplano sviluppato dalla divisione aeronautica dell'azienda francese Société des moteurs Salmson negli anni dieci del XX secolo.
Caratterizzato da un'insolita impostazione tecnica, con il motore collocato trasversalmente in fusoliera che comandava due eliche traenti poste tra le ali, fu il primo velivolo realizzato dall'azienda francese destinato all'impiego come aereo da ricognizione ed osservazione durante la prima guerra mondiale, venendo tuttavia velocemente sostituito da modelli di impostazione più convenzionale giudicati più sicuri.

## Storia del progetto
Con lo scoppio della prima guerra mondiale, nelle nazioni coinvolte dal conflitto ci fu un progressivo ricorso all'arma aerea e varie aziende vennero esortate a convertire la produzione per sostenere lo sforzo bellico.
In Francia anche la Salmson, che dal 1912 si era specializzata nella produzione di motori radiali, decise di investire sul nascente mercato dell'aviazione militare, come già la politica intrapresa dal proprietario Émile Salmson era stata coronata da brillanti successi nella sperimentazione e nella ricerca di nuovi talenti.
Nel 1915 l'Armée de terre, l'esercito francese, emise una specifica per la fornitura di un velivolo di classe A3, ovvero un aereo triposto a lungo raggio destinato alla ricognizione aerea ed alla cooperazione con l'artiglieria nei reparti dell'Aéronautique Militaire, la sua neocostituita componente aerea. Per soddisfare tale esigenza la Salmson affidò il progetto al tenente Renè Moineau, il quale disegnò un velivolo dall'impostazione anticonvenzionale. Il modello era principalmente caratterizzato dalla collocazione del motore all'interno della fusoliera, inserito tra la postazione del mitragliere anteriore e i due abitacoli posteriori all'altezza delle ali; questo azionava, tramite due alberi di trasmissione e relativi giunti, le due eliche posizionate al centro di ciascun montante interalare interno "ad X". Tale soluzione era stata ideata allo scopo di liberare al massimo il campo visivo e di tiro del mitragliere/osservatore anteriore.

## Utilizzatori
Francia
- Aéronautique Militaire

### Annotazioni
1. ↑  Non esistendo un sistema di designazione ufficiale suggerito dalle autorità militari, la bibliografia e le fonti on line non sono univoche e, come in altri velivoli di produzione francese, questo viene citato come Salmson Moineau (senza trattino) SM 1, SM.1 (puntato) e SM-1.

### Fonti
1. ↑  Owers, Guttman e Davilla, pp. 2-13.

### Pubblicazioni
- Salmson Moineau SM 1, in Aerei da guerra, Ginevra - Novara, Edito Service S.A. - Istituto Geografico De Agostini, 1993.